# Giovanni D'Alise

Brasão de armas de Giovanni D'Alise

Giovanni D'Alise (14 de janeiro de 1948 – 4 de outubro de 2020) foi um bispo católico romano italiano.

## Biografia
D'Alise nasceu em Nápoles, Itália, e obteve a licenciatura na Pontifícia Faculdade de Teologia do Sul da Itália. Ele foi ordenado ao sacerdócio em 1972. Ele serviu como bispo da Diocese Católica Romana de Ariano Irpino-Lacedonia, na Itália, de 2004 a 2014 e como bispo da Diocese Católica Romana de Caserta, na Itália, de 2014 até à sua morte em 2020 de COVID-19.